# NGC 4768
NGC 4768 este o galaxie situată în constelația Fecioara. A fost descoperită în  de către .